# 2021年北美西部熱浪
2021年北美西部热浪是2021年6月和7月出現的热浪，影響範圍波及太平洋西北地区和加拿大西部的大部分地区、不列颠哥伦比亚省、艾伯塔省、薩斯喀徹溫省、育空地區、西北地区以及美国的内华达州西部、北加利福尼亞州、加利福尼亞州中部、俄勒冈州、华盛顿州和爱达荷州。加拿大出現有史以来的最高温度49.6摄氏度。此次出現熱浪的原因是受影響地區出現了高壓脊。

## 加拿大
2021年6月27日，卑詩省利頓村出現46.6摄氏度的高溫，打破1937年7月5日創下的45摄氏度的加拿大最高氣溫記錄。遭受熱浪襲擊的省份、城市和社區開放冷氣中心，給沒有空調的市民避暑。6月28日，利頓村再次創下47.9摄氏度的新記錄。卑詩省宣佈自6月30日（週三）開始全省范围内实施篝火禁令。在6月28到29日大溫哥華出現72個猝死個案，維多利亞有3個猝死個案，皇家加拿大騎警認為和最近的酷熱天氣有關。6月29日傍晚，利頓村第三次打破記錄，創新49.6摄氏度的加拿大最高氣溫記錄，當日卑詩省還有七個地區高於45摄氏度。
2021年6月30日，不列颠哥伦比亚省首席验尸官表示，該省在過去5天有至少486人突然死亡，而過往通常數字是165人，这表明大多数人可能因高温而死亡。
至2021年7月1日，不列颠哥伦比亚省共发生82起山火，其中一场山火导致该省中部村庄利顿大部分房屋被烧毁，村里及周边地区超过1000人撤离。至7月5日，卑詩省全省有199處山火。安大略省和新不倫瑞克省派出100名消防員前往卑詩省支援。联邦政府公共安全和应急准备部长比尔·布莱尔表示加拿大軍隊會對山火地區提供空中支援。至7月11日，卑詩省全省有306處山火，最大的山火位於斯帕克斯湖附近，燃燒面積達到402平方公里。
2021年7月20日，面對大規模山火，卑詩省宣佈進入緊急狀態，渥太华方面將派出350名軍人協助卑詩省滅火。
自2021年6月15日到7月27日，溫哥華和維多利亞地區未曾下雨。

## 美國
2021年6月30日，美国的俄勒冈州至少有63人死亡，华盛顿州也有一些人死于高熱。由于华盛顿州所在的美国西北太平洋沿岸地区降水充沛且位于中高纬度，正常年份的夏季最高气温很少超过30度，因此很多住宅没有安装空调。当热浪侵袭时，当地的空调设备，包括窗式空调和中央空调迅速脱销，安装工人也十分难寻。由于新冠疫情导致运输和供应链受阻，空调补货速度不及销量，很多人不得不睡在室外或者设法用水降温。对于治安不佳地区居民或老年人，不能在室外休息和严重的脱水导致的死亡和急诊案例高于平均。
由于高压脊仍旧存在，预计高热区域将会东移，抵达中西部平原地区。同时，加州的热浪仍未结束，截至8月初，北加州的雷丁、沙加缅度等地日间最高气温仍超过40摄氏度。